# Drury Lane (London)

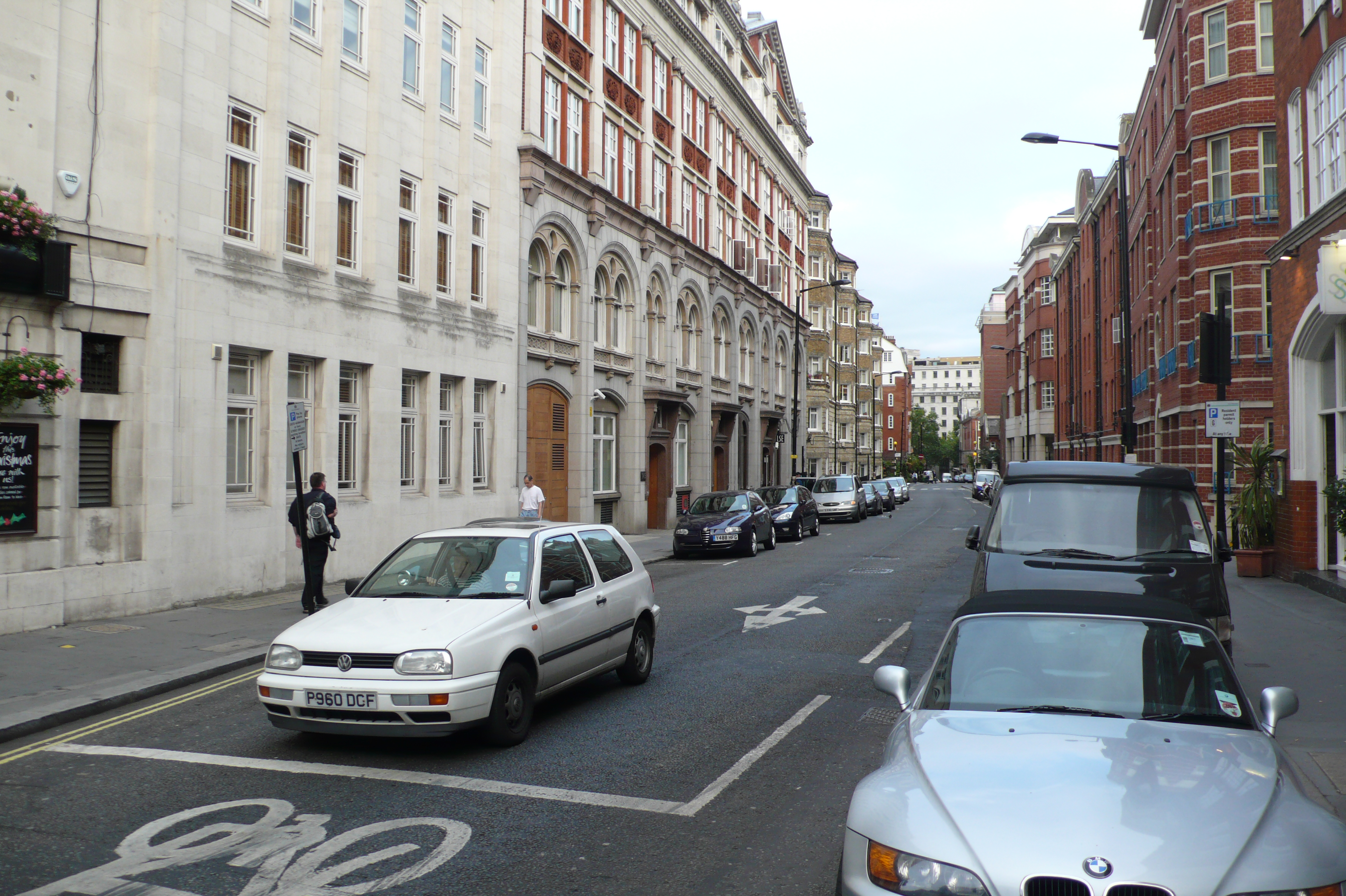
Drury Lane in südlicher Richtung von Long Acre bis Aldwych

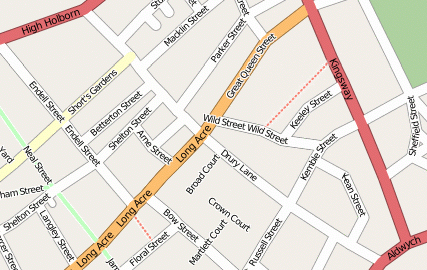
Drury Lane und umgebende Straßen

Drury Lane ist eine etwa 600 Meter lange Straße in der Innenstadt von London und befindet sich im Stadtteil Covent Garden. Sie verläuft nördlich der Themse zwischen High Holborn und Aldwych.

## Namensgebung
Die Straße wurde nach dem englischen Staatsmann und Ritter Sir William Drury (1527–1579) benannt, dessen Londoner Haus hier erbaut wurde, damals noch in der Wych Street. Das Haus wurde später zum Treffpunkt von Robert Devereux, 2. Earl of Essex (1565–1601) und seinen Anhängern, die am 8. Februar 1601 vergeblich versuchten, die Kontrolle über London und den Privy Council zu erlangen.

## Bebauung
Im 18. Jahrhundert verschlechterte sich die Gegend zu einem der schlimmsten Slums von London, in dem Prostitution, Cockpits (Arena für Hahnenkampf) und Pubs das Bild prägten. Das Areal wurde schließlich zu Beginn des 20. Jahrhunderts geräumt und im Rahmen eines städtischen Bebauungsplanes, der sich von Kingsway bis Aldwych erstreckte, saniert. Heute ist die Drury Lane eine schmale, dicht bebaute Straße mit Wohngebäuden und vereinzelten Geschäften. Die beiden Theater Theatre Royal, Drury Lane (oft nur Drury Lane Theatre genannt) mit in etwa 2.200 Sitzplätzen und das Gillian Lynne Theatre mit rund 1.100 Plätzen befinden sich hier.

## Trivia
Das erste Sainsbury's-Geschäft, heute eine der größten Supermarktketten in Großbritannien, wurde 1869 in der Drury Lane eröffnet.
Die Drury Lane ist zudem der Ort, an dem der ,Muffin Man‘ lebt, eine im englischsprachigen Raum und den Niederlanden (hier ,Mosselman‘ genannt) bekannte Figur aus einem Kinderlied:

„Do you know the Muffin Man?

The Muffin Man, the Muffin Man.

Do you know the Muffin Man,

Who lives on Drury Lane?“